# USA Network
(Tagline della rete televisiva)
USA Network, a volte nota anche solo come USA, è una rete televisiva via cavo statunitense. USA Network è un canale generalista con un palinsesto variegato, che comprende generi diversi di programmi come serie televisive e film.
Vengono trasmessi anche numerosi eventi sportivi, come tornei di golf e gli US Open; precedentemente presentava anche uno show di boxe settimanale intitolato USA Tuesday Night Fights, trasmesso per oltre 17 anni. USA Network è stato anche il canale che ha trasmesso gli show via cavo della World Wrestling Federation fino a settembre 2000, per poi ritrasmetterli da ottobre 2005 fino ad oggi.
Alcune importanti serie TV trasmesse sono Detective Monk, Psych, Burn Notice - Duro a morire, Royal Pains, White Collar, Suits, Graceland e Mr. Robot.

## Programmazione

### Serie televisive originali
- Airwolf (1987) - quarta stagione
- Alfred Hitchcock presenta (1987-1989) - stagioni 2-4
- Due poliziotti a Palm Beach (1991-1999)
- Renegade (1992-1997)
- Weird Science (1994-1998)
- Pacific Blue (1996-2000)
- Lost on Earth (1997)
- Sins of the City (1998)
- The Net (1998-1999)
- G vs E (1999) - prima stagione
- Manhattan, AZ (2000)
- The War Next Door (2000)
- F.B.I. Protezione famiglia (2000-2001)
- The Huntress (2000-2001)
- The Dead Zone (2002-2007)
- Detective Monk (2002-2009)
- Peacemakers - Un detective nel West (2003)
- 4400 (2004-2007)
- Kojak (2005)
- Psych (2006-2014)
- The Starter Wife (2007-2008)
- Law & Order: Criminal Intent (2007-2011) - stagioni 7-10
- Burn Notice - Duro a morire (2007-2013)
- In Plain Sight - Protezione testimoni (2008-2012)
- Royal Pains (2009-2016)
- White Collar (2009-2014)
- Covert Affairs (2010-2014)
- Fairly Legal (2011-2012)
- Terapia d'urto (2011-2013)
- Suits (2011-2020)
- Common Law (2012)
- Graceland (2013-2015)
- Rush (2014)
- Benched (2014-2015)
- Sirens (2014-2015)
- Satisfaction (2014-2015)
- Playing House (2014-in corso)
- Complications (2015)
- Dig (2015)
- Mr. Robot (2015-2019)
- Colony (2016-2018)
- Eyewitness (2016)
- Regina del Sud (Queen of The South) (2016-in corso)
- The Sinner (2017-in corso)

## Loghi

Logo USA Network utilizzato dal 1977 al 1996
Logo USA Network utilizzato dal 1996 al 1999
Logo USA Network utilizzato dal 1999 al 2002
Logo USA Network utilizzato dal 2002 al 2005
Logo USA Network utilizzato dal 2005